# Naturregionen von Chile

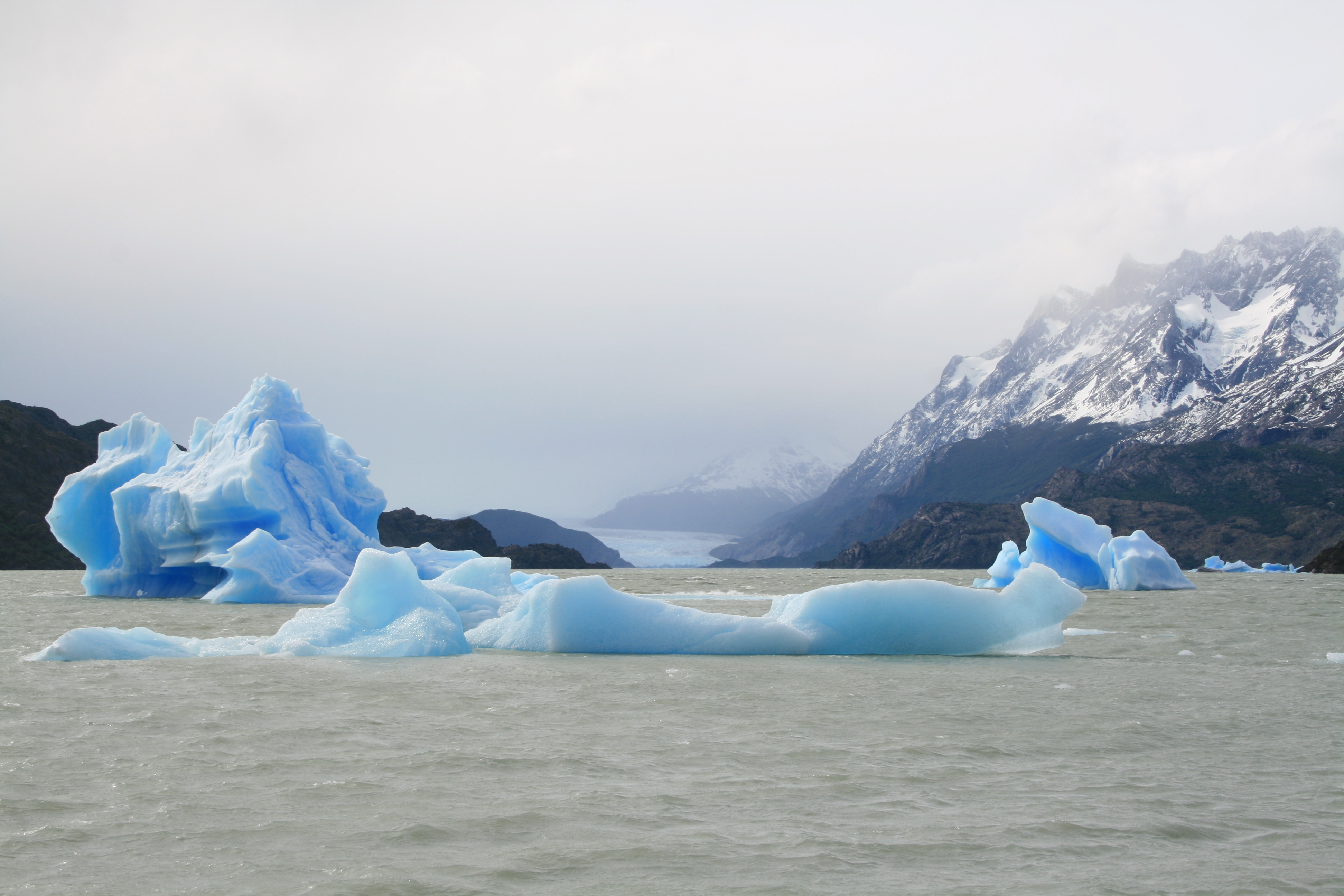
Der Grey-Gletscher im chilenischen Nationalpark Torres del Paine liegt in der Naturregion Zona Austral.

Da sich Chile von einem Punkt etwa 625 Kilometer nördlich des südlichen Wendekreises bis zu einem Punkt kaum mehr als 1400 Kilometer nördlich des südlichen Polarkreises erstreckt, sind auf seinem Territorium zahlreiche unterschiedliche Klimazonen der Erde zu finden.
Im Jahr 1950 definierte das Corporación de Fomento de la Producción nach Kriterien der geografischen und wirtschaftlichen Homogenität sechs Regionen auf dem chilenischen Festland: Norte Grande, Norte Chico, Núcleo Central, Concepción y La Frontera, Los Lagos und Los Canales.
Obwohl diese territoriale Aufteilung nie zur Definition administrativer Einheiten (wie den heutigen Regionen Chiles) verwendet wurde, werden die natürlichen Regionen weiterhin als Referenz verwendet.

## Überblick
Diese Naturräume sind von Nord nach Süd geordnet und auf fünf Naturräume reduziert:
| Naturregionen           | Regionen Chiles         | Beschreibung |
| ----------------------- | ----------------------- | --- |
| Norte Grande            | Arica y Parinacota      | Wüstenklima mit Küstenklippen, hoher Küstenkette, Zwischensenken, Anden und Puna-Grasland mit Sommerniederschlägen in den östlichen Randgebieten. |
| Norte Grande            | Tarapacá                | Wüstenklima mit Küstenklippen, hoher Küstenkette, Zwischensenken, Anden und Puna-Grasland mit Sommerniederschlägen in den östlichen Randgebieten. |
| Norte Grande            | Antofagasta             | Wüstenklima mit Küstenklippen, hoher Küstenkette, Zwischensenken, Anden und Puna-Grasland mit Sommerniederschlägen in den östlichen Randgebieten. |
| Norte Grande            | Nord-Atacama            | Wüstenklima mit Küstenklippen, hoher Küstenkette, Zwischensenken, Anden und Puna-Grasland mit Sommerniederschlägen in den östlichen Randgebieten. |
| Río Copiapó (27° S)     |                         | |
| Norte Chico             | Süd-Atacama             | Halbtrockenes Klima. Das Küstengebirge und die Anden gehen ineinander über, transversale Ost-West-Täler statt dazwischenliegenden Senken. Periodische Blüte in Teilen der Wüste. |
| Norte Chico             | Coquimbo                | Halbtrockenes Klima. Das Küstengebirge und die Anden gehen ineinander über, transversale Ost-West-Täler statt dazwischenliegenden Senken. Periodische Blüte in Teilen der Wüste. |
| Norte Chico             | Nord-Valparaíso         | Halbtrockenes Klima. Das Küstengebirge und die Anden gehen ineinander über, transversale Ost-West-Täler statt dazwischenliegenden Senken. Periodische Blüte in Teilen der Wüste. |
| Río Aconcagua (33° S)   |                         | |
| Zona Central            | Süd-Valparaíso          | Mediterranes Klima mit Matorral-Vegetation, hohen Anden, Küstengebirge, fruchtbaren Zwischensenken und großen Flüssen aus Gletscher- und Schneeschmelze. |
| Zona Central            | Metropolregion Santiago | Mediterranes Klima mit Matorral-Vegetation, hohen Anden, Küstengebirge, fruchtbaren Zwischensenken und großen Flüssen aus Gletscher- und Schneeschmelze. |
| Zona Central            | OʼHiggins               | Mediterranes Klima mit Matorral-Vegetation, hohen Anden, Küstengebirge, fruchtbaren Zwischensenken und großen Flüssen aus Gletscher- und Schneeschmelze. |
| Zona Central            | Maule                   | Mediterranes Klima mit Matorral-Vegetation, hohen Anden, Küstengebirge, fruchtbaren Zwischensenken und großen Flüssen aus Gletscher- und Schneeschmelze. |
| Zona Central            | Ñuble                   | Mediterranes Klima mit Matorral-Vegetation, hohen Anden, Küstengebirge, fruchtbaren Zwischensenken und großen Flüssen aus Gletscher- und Schneeschmelze. |
| Zona Central            | Nord-Bíobío             | Mediterranes Klima mit Matorral-Vegetation, hohen Anden, Küstengebirge, fruchtbaren Zwischensenken und großen Flüssen aus Gletscher- und Schneeschmelze. |
| Río Bío Bío (37° S)     |                         | |
| Zona Sur                | Süd-Bíobío              | Gemäßigtes ozeanisches Klima und valdivianische Vegetation mit niedriger Küstenkette, niedrigen Anden, mittleren Senken in Meereshöhe, Seen glazialen Ursprungs und intensive vulkanische und geothermische Aktivität.                                                                                         |
| Zona Sur                | Araucanía               | Gemäßigtes ozeanisches Klima und valdivianische Vegetation mit niedriger Küstenkette, niedrigen Anden, mittleren Senken in Meereshöhe, Seen glazialen Ursprungs und intensive vulkanische und geothermische Aktivität.                                                                                         |
| Zona Sur                | Los Ríos                | Gemäßigtes ozeanisches Klima und valdivianische Vegetation mit niedriger Küstenkette, niedrigen Anden, mittleren Senken in Meereshöhe, Seen glazialen Ursprungs und intensive vulkanische und geothermische Aktivität.                                                                                         |
| Zona Sur                | Nord-Los-Lagos          | Gemäßigtes ozeanisches Klima und valdivianische Vegetation mit niedriger Küstenkette, niedrigen Anden, mittleren Senken in Meereshöhe, Seen glazialen Ursprungs und intensive vulkanische und geothermische Aktivität.                                                                                         |
| Canal de Chacao (42° S) |                         | |
| Zona Austral            | Süd-Los-Lagos           | Subpolares ozeanisches Klima mit Magellanschen Wäldern und Magellanscher Heidevegetation im Westen, Steppenklima mit Grasland im Osten und Gletscherlandschaft mit Fjorden und Eisfeldern in den Anden. Die Küstenkette besteht aus Inseln, während Zwischensenken fehlen oder unter dem Meeresspiegel liegen. |
| Zona Austral            | Aisén                   | Subpolares ozeanisches Klima mit Magellanschen Wäldern und Magellanscher Heidevegetation im Westen, Steppenklima mit Grasland im Osten und Gletscherlandschaft mit Fjorden und Eisfeldern in den Anden. Die Küstenkette besteht aus Inseln, während Zwischensenken fehlen oder unter dem Meeresspiegel liegen. |
| Zona Austral            | Magallanes              | Subpolares ozeanisches Klima mit Magellanschen Wäldern und Magellanscher Heidevegetation im Westen, Steppenklima mit Grasland im Osten und Gletscherlandschaft mit Fjorden und Eisfeldern in den Anden. Die Küstenkette besteht aus Inseln, während Zwischensenken fehlen oder unter dem Meeresspiegel liegen. |

## Norte Grande
Der Großteil der Region ist von der Atacama-Wüste bedeckt und hat ein trockenes, arides Klima. Die Küstenkette hat Gipfel über 2000 Meter und endet in Klippen an der Küste. In der Zwischensenke und den Anden gibt es große Salzebenen. Norte Grande hat Chiles höchste Berge, darunter Nevado Ojos del Salado (6893 m), beherbergt aber auch die Hochplateaus Altiplano und Puna.

## Norte Chico
Die Region hat ein halbtrockenes Klima, das durch den Übergang von der Atacama-Wüste zur mediterranen Matorral-Vegetation gekennzeichnet ist. Die Küstenkette und die Anden verschmelzen in dieser Zone und lassen keinen Platz für die Zwischensenke, die durch mehrere transversale Ost-West-Täler „ersetzt“ wird. Das Fehlen einer Zwischensenke und das Fehlen vulkanischer Aktivität werden als Folge der Flachplattensubduktion des Juan-Fernández-Rücken angesehen.

## Zona Central
Die Region hat ein Mediterranes Klima mit Matorral-Vegetation. Die Zwischensenke in Zentralchile erstreckt sich als fruchtbare Region von Santiago nach Süden und gilt als landwirtschaftliches Kernland Chiles. Nach der Zerstörung der sieben Städte (1598–1604) beschränkten sich alle größeren Siedlungen innerhalb der kolonialen Generalkapitänsherrschaft Chiles auf Zentralchile, mit Ausnahme von La Serena und dem Chiloé-Archipel.

## Zona Sur
Die Region hat ein Gemäßigtes ozeanisches Klima mit einer Vegetation der gemäßigten Valdivianischen Regenwälder. Die Küstenkette ist niedriger als weiter nördlich und hat keinen Gipfel über 1500 Metern. Die Zwischensenke liegt nahe dem Meeresspiegel. In den Anden und der Zwischensenke gibt es Merkmale des letzten Gletschermaximums wie Moränen und Gletscherseen. In den Anden herrscht intensiver Vulkanismus in Form von Vulkanen und heißen Quellen.

## Zona Austral
Die Zona Austral umfasst ganz Chiles Patagonien und den Chiloé-Archipel. Sie hat ein Subpolares ozeanisches Klima und eine Vegetation aus magellanschen subpolaren Wäldern im Westen und patagonischen Grasland im Osten. Der ehemalige patagonische Eisschild hat die Küstenkette erodiert, sodass sie jetzt aus Inseln besteht und südlich der Halbinsel Taitao nicht mehr vorhanden ist. Die Zwischensenke liegt unter dem Meeresspiegel. Fjorde durchziehen die Anden, wo es auch zwei Eisschilde und mehrere Gletscherseen gibt.